# Llista desplegable
En una Interfície gràfica d'usuari, llista desplegable  (Anglès Drop-down list) és un giny que permet a l'usuari seleccionar una o més opcions. N'hi ha de dos tipus: els que apareixen per tal de seleccionar només una opció, i les que permeten seleccionar diverses opcions i en mostren almenys dues. Aquest giny és normalment utilitzat per llocs web i programaris.
Sota certes interfícies d'usuari (incloent Windows, abans de l'Aero de Vista), una llista desplegable que mostra una sola opció té la mateixa aparença que una quadre combinat (o combo-box en anglès). Sota d'altres, com GNOME i Mac OS X, els dos tipus es diferencien fàcilment.

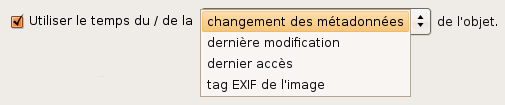
Llista desplegable del gènere selecció única sota GNOME